# Wahlen in den Neuen Hebriden 1969
Die Wahlen in den Neuen Hebriden (General elections) wurden im Juli und August 1969 in den Neuen Hebriden (später: Vanuatu) durchgeführt um 14 Mitglieder von den 30 Mitgliedern des Advisory Council zu bestimmen. Es waren erst die zweiten Wahlen in dem britisch-französischen Kondominium.

## Hintergrund
1968 wurde den Vorschlägen zugestimmt, die Größe des Advisory Council von 26 auf 30 Mitglieder anzuheben. Das vergrößerte Council bestand aus sechs „offiziellen“ Mitgliedern (den zwei Resident Commissioners (Franzose und Brite), dem britischen Assistant Commissioner, dem französischen Chancelier, dem Superintendent of Public Works und dem Treasurer), zehn benannten Mitgliedern (drei britischen, drei französischen und vier hebridischen), sowie 14 gewählten Mitgliedern, von denen wiederum drei britisch, drei französisch und acht hebridisch waren. Die sechs britischen und französischen Repräsentanten wurden indirekt durch die Chamber of Commerce gewählt und die hebridischen Repräsentanten wurden durch lokale Räte oder durch öffentliche Versammlungen gewählt, in Gebieten, wo lokale Räte nicht existierten.
Das neu gewählte Advisory Council trat am 1. Oktober in Port Vila das erste Mal zusammen.

## Ergebnisse
| Wahlkreis                          | Abgeordneter     |
| ---------------------------------- | ---------------- |
| Aniwa, Futuna, Aneityum, Erromango | William Mete     |
| Aoba, Banks, Torres Islands        | Michael Ala      |
| Efate, Emau, Nguna and Mataso      | George Kalkoa    |
| Epi and Shepherd                   | Tom Tiplomata    |
| Malekula                           | Frank Kenneth    |
| Pentecost                          | Michael Liliu    |
| Santo                              | Titus Path       |
| Tanna                              | Iolu Abil        |
| Britische Mitglieder               | James Burton     |
| Britische Mitglieder               | W. Hamlym-Harris |
| Britische Mitglieder               | G. Seagoe        |
| Französische Mitglieder            | P. Delacroix     |
| Französische Mitglieder            | P. Lutgen        |
| Französische Mitglieder            | J. Ratard        |
| Quelle: Pacific Islands Monthly    |                  |

### Ernannte Mitglieder
| Position                            | Member             |
| ----------------------------------- | ------------------ |
| Britischer Resident Commissioner    | Colin Allan        |
| Französischer Resident Commissioner | Jacques Mouradian  |
| Britische Benannte Mitglieder       | Roy Gubbay         |
| Britische Benannte Mitglieder       | R.U. Paul          |
| Britische Benannte Mitglieder       | D.A. Rawcliffe     |
| Französische benannte Mitglieder    | Jean Chauveau      |
| Französische benannte Mitglieder    | Jacques Russet     |
| Französische benannte Mitglieder    | Father Verlingue   |
| Hebridische benannte Mitglieder     | Madeline Kalchichi |
| Hebridische benannte Mitglieder     | Makau Kalsakau     |
| Hebridische benannte Mitglieder     | Gérard Leymang     |
| Hebridische benannte Mitglieder     | Michel Noel        |
| Quelle: Pacific Islands Monthly     |                    |